# Битва при Живогоште
Битва при Живогоште (чеш. Bitva u Živohoště) — первое крупное сражение гуситских войн, произошедшее 4 ноября 1419 года недалеко от деревни Живогоште.

## История
4 ноября 1419 года группа гуситских паломников из Альттабора, идущих на гуситский съезд в Прагу, подверглась нападению возле села Живогоште группой католических дворян под командованием Петра из Штернберка, поддерживавших Сигизмунда Люксембургского.
Когда Петр из Штернберка узнал, что рядом с ним действует вторая группа противника, он решил нанести немедленный удар, чтобы не дать гуситам соединиться с ними. Его атака была направлена против южночешцев, и первая же атака тяжелых всадников сломала их строй. После первых потерь он распался на две части. Ещё одно нападение было совершено на более крупную из них, и она после короткого боя сдалась католическим силам.
Вторая часть, насчитывавшая около сотни гуситов, быстро присоединилась к западночешской группе, прибывшей из Нового Книна. Вместе они сразу же поднялись на другой холм, где быстро начали строить защитную стену из камней. В этой ситуации чешские дворяне попытались провести переговоры с гуситами, в ходе которых им была предложена возможность сдаться, но такая альтернатива была неприемлема для последних. Значительное превосходство гуситов заставило Петра из Штернберка покинуть поле боя с пленными в сторону Кутной Горы.
После боя гуситы провели ночь на поле боя и на следующий день похоронили своих погибших. После этого без дальнейших вооруженных столкновений они прошли через Йилове и вокруг Кунратицкого замка в Прагу. Новость из Нового Книна днем вызвала тревогу в столице. По наущению Амброжа из Градца некоторые проповедники стали призывать гуситов помочь братьям. Под предводительством Микулаша из Гуси они попытались реализовать этот план, выбрав кратчайший путь через Малую Страну, но были остановлены за Каменным мостом королевскими солдатами. Это не помогло южночешским и западночешским гуситам, однако это столкновение стало началом нескольких дней боев с королевскими гарнизонами в Малой Стране и Пражском Граде.